# Surtainville
Surtainville é uma comuna francesa na região administrativa da Normandia, no departamento da Mancha. Estende-se por uma área de 14,61 km², com 1 072 habitantes, segundo os censos de 1999, com uma densidade de 73 hab/km².